# Ikastari Kultur Elkartea
Pour les articles homonymes, voir IKA.
IKA ou Ikastari Kultur Elkartea est une organisation qui coordonne les euskaltegis ou centre d'enseignement de la langue basque aux adultes de la Navarre et de l'Alava. Son siège social est à Pampelune.
Fondé en 1989, IKA s'occupe de la coordination d’associations locales d’apprentissage du basque. Elle travaille dans le domaine de l'euskarisation et l'alphabétisation des adultes.
En Navarre et en Alava, IKA est dans les localités suivantes :
- En Alava : Vitoria-Gasteiz et La Rioja Alavaise (Lapuebla de Labarca, Labastida, Laguardia, Oyón, Viana et Mendavia).
- En Navarre : dans la cuenca de Pampelune (Pampelune, Barañáin et Villava-Atarrabia), dans Bortziriak (Lesaka et Bera), Santesteban de Lerín et dans Leitzaldea (Leitza, Larraun, Basaburua et Imotz).

Le travail principal des professeurs d'IKA est l'enseignement de l'euskara. De plus, c'est aussi une responsabilité des professeurs d'assurer le fonctionnement et de promouvoir les euskaltegis. Selon IKA, « l'activité scolaire surpasse, à notre connaissance, le simple fait de coordonner des classes dans les euskaltegis. C'est aussi une obligation de l'enseignement, entre autres choses, de diriger et de fortifier (l’enseignement du basque) »